# Briollay
Briollay è un comune francese di 2 658 abitanti situato nel dipartimento del Maine e Loira nella regione dei Paesi della Loira.
Nel suo territorio il fiume Loir confluisce nella Sarthe.

## Società

### Evoluzione demografica
Abitanti censiti